# Crazy Cavan & The Rhythm Rockers
Crazy Cavan and the Rhythm Rockers is een voormalige rockabillyband behorende tot de Teddy boy-subcultuur. De band werd in 1970 in Newport, Zuid-Wales opgericht. De band bestond ruim 45 jaar in een nagenoeg ongewijzigde samenstelling.

## Geschiedenis
Crazy Cavan & The Rhythm Rockers kwam voort uit de in 1964 opgerichte band "Count Dracula and the Vampires", van Cavan Crogan (zang), Lyndon Needs (leadgitaar) en Terry Walley (rhythmgitaar). In 1968 ging de band verder onder de naam "The Sundogs" en voegden Brian Thomas (piano) en Don Kinsella (bass) zich bij de band. Twee jaar later, nadat Mike Coffey (drums) bij de band kwam, kreeg de band zijn uiteindelijke naam.
De Teddy boys waren liefhebbers van de in de jaren 1950 populaire rockabillymuziek. Zij kwamen aanvankelijk alleen maar in het Verenigd Koninkrijk voor. Midden jaren 1970 verbreidde de subcultuur zich naar andere West-Europese landen. De Teddy boys hadden een specifieke kledingstijl en vaak een vetkuif. Showaddywaddy had er bijvoorbeeld succes mee.
Cavan Grogan overleed in februari 2020 en werd 70 jaar oud.

## Discografie
In 1973 begon de band haar eigen platenlabel Crazy Rhythm Records en bracht daarop hun eerste single "Teddy Boy Boogie" (met op de B-kant "Bop Little Baby"). De eerste lp met de naam "Crazy Rhythm" werd in 1975 uitgebracht op het Nederlandse Rockhouse-label op het moment dat de Teddy Boy-cultuur op het Europese continent opleefde.
In 1976 tekende de band een contract met Charly Records in het Verenigd Koninkrijk en bracht de tweede lp "Rockability" uit.

### Langspeelplaten
- 1975 - Crazy Rhythm (Rockhouse, Opnieuw uitgebracht in 1978 door Charly)
- 1976 - Rockability  (Charly)
- 1977 - Our Own Way of Rockin' (Charly)
- 1978 - Live at the Rainbow (Charly)
- 1979 - Red Hot 'N' Rockabilly  (Charly)
- 1979 - Still Crazy (Crazy Rhythm Records, Opnieuw uitgebracht in 1981 als Mr. Cool door Charly)
- 1981 - Cool and Crazy Rock-a-billy (Big Beat/Polarvox)
- 1981 - Teddy Jive (Charly)
- 1982 - Hey Teenager! (Big Beat)
- 1983 - Live at Pickett's Lock (Charly, Opnieuw uitgebracht op cd in 2003 by Teddy Boy Power)
- 1984 - Rollin' Through The Night (Big Beat/Virgin, Opnieuw uitgebracht op cd in 1999 door Crazy Rhythm Records)
- 1989 - Rough Tough 'N' Ready (Crazy Rhythm Records, ook op cd)
- 1990 - Crazy Times (Instant, ook op cd)
- 1996 - It's Wild, It's Weird, It's Crazy (Crazy Rhythm Records, ook op cd)
- 2012 - Rollin 'n' Rockin (Goofin , ook op cd door Crazy Rhythm Records)[2]

### Cd's
- 2001 - Rhythm Rockin' Blues (met Linda Gail Lewis), Crazy Rhythm Records
- 2008 - C'mon, Let's F***in' Rock, Crazy Rhythm Records
- 2015 - The Real Deal, Crazy Rhythm Records[3]

## Hedendaagse invloeden
- De band Zombie Ghost Train voegde een cover van "Teddy Boy Boogie", toe op de lp Dealing The Death Card.
- SiDger Spark van Demented Are Go verklaarde dat hij in zijn vroege jaren werd geïnspireerd door Crazy Cavan[4]
- Klingonz coverde "Trouble Trouble" op hun album: Still Stompin,